# Muntplein (Brugge)

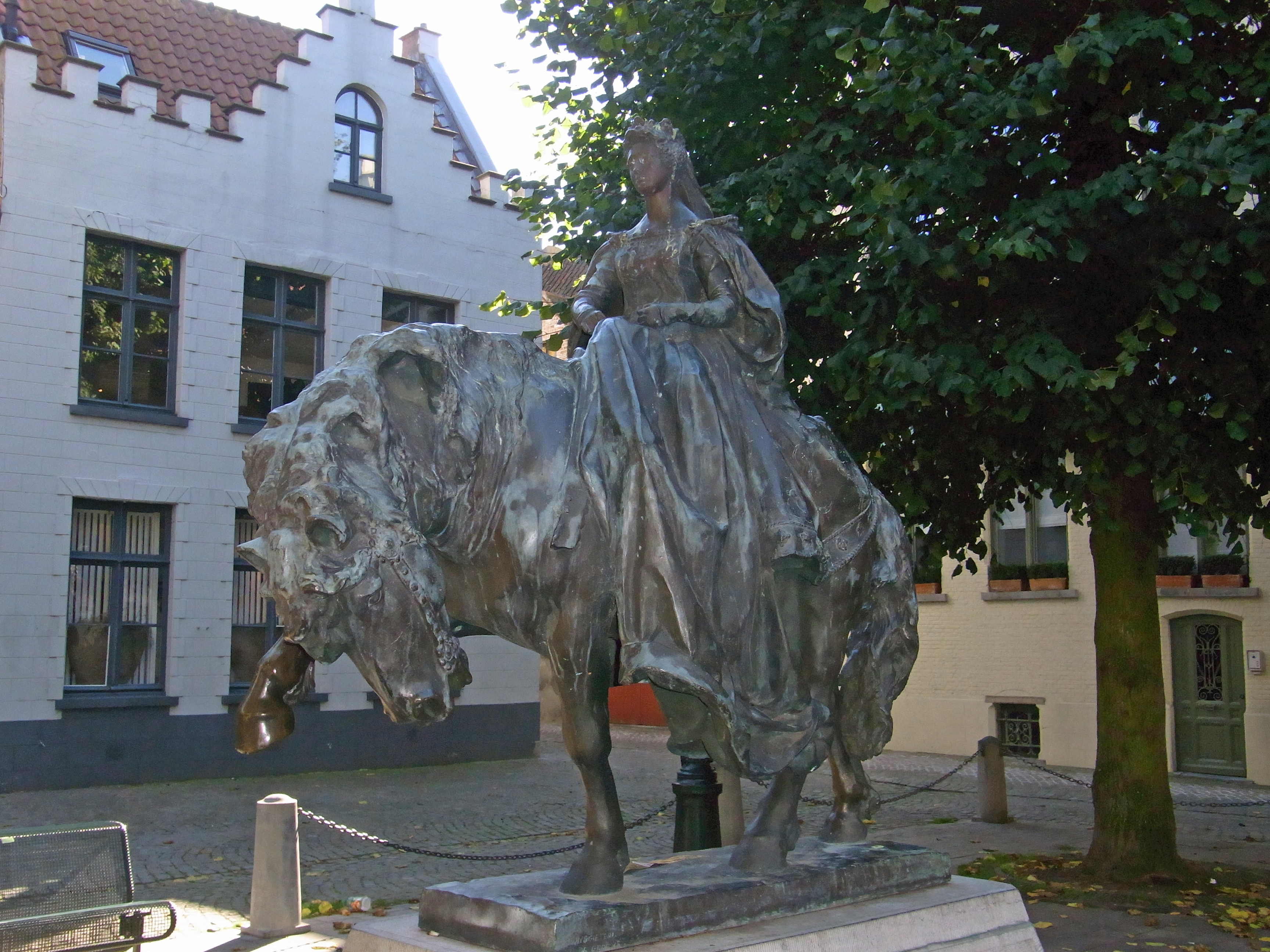
Flandria Nostra door Jules Lagae.

Het Muntplein is een plein in de Belgische stad Brugge. Het ligt langs de Geerwijnstraat en loopt naar de Geldmuntstraat via de Geerwijnstraat en via de Muntpoort.

## Geschiedenis
In 1303 spreken documenten over het Muntatelier dat op deze plek gevestigd was, daar waar het zich voordien op de Grote Markt bevond, in een gebouw dat dan ook de naam De Oude Munte kreeg. Het nieuwe gebouw was een ruim atelier met uitgangen in de Geldmuntstraat, de Ontvangersstraat en de Geerwijnstraat.
In 1786 werd het Brugse muntatelier afgeschaft. In 1884 werden de overgebleven gebouwen afgebroken en kwam het plein tot stand zoals het er thans bij ligt en dat logischerwijze de Munteplatse werd genoemd.

## Standbeeld
Een bronzen ruiterstandbeeld op het plein is geplaatst in 1987 en stelt Flandria Nostra voor, een verheerlijkende personificatie van Vlaanderen. De vrouw in amazonezit wordt soms verkeerdelijk gehouden voor Maria van Bourgondië. Het gipsen ontwerp van Jules Lagae uit 1901 wordt bewaard in de Gruuthusemuseum.